# Memoriale del nord del duce
Il Memoriale del nord del duce è un memoriale redatto da Mussolini tra la fine del 1944 ed il febbraio del 1945.

## Storia
Quando Mussolini completò il lavoro, inserì una documentazione a sostegno e furono almeno due le copie dattiloscritte. Alla fine contava fra le 200 e le 250 cartelle ed era la sua difesa rispetto al proprio operato. Lo consegnò  all'amante Claretta Petacci, a Milano, con l'intenzione che lo dovesse nascondere fuori dall'Italia. In seguito venne completamente sequestrato a Dongo.
Una parte di esso fu poi pubblicato dalla rivista «Storia Illustrata», nel n. 269 dell'aprile 1980.